# Raymond S. Willis
Raymond S[mith] Willis (Orizaba, México, 1906 - 1991) fue un hispanista y medievalista norteamericano.
Sucedió a Américo Castro en la cátedra Emory L. Ford de Lenguas Románicas de la universidad de Princeton, donde dirigió el departamento de Lenguas Románicas. Fue Agregado naval en Lisboa también (1944-1946). Entre sus muchos trabajos destacan El Libro de Alexandre. Texts of the Paris and the Madrid Mansucripts, with han Introduction, Princeton, París, 1934, edición clásica de la obra. The Phantom chapters of the "Quijote", Nueva York, 1953; Iberoamérica, en colaboración con Américo Castro, Nueva York, 1954 (3.ª ed.), más otros volúmenes en que se estudian las influencias francesas en el Libro de Alexandre español. También realizó una edición modernizada y bilingüe (con una paráfrasis del texto en inglés) del Libro de Buen Amor (Princeton, Princeton University Press, 1972). Falleció en 1991.
- Datos: Q6100845